# 勝木光
勝木光，日本漫畫家。舊筆名勝木鮎美。代表作是2007年-2017年在《週刊少年Magazine》連載、曾經播出兩季電視動畫的《Baby Steps ～網球優等生～》。

## 人物簡介
2002年筆名勝木鮎美以短篇《空中飛翔的鴕鳥》入圍講談社第68回週刊少年Magazine新人漫畫獎，從此正式出道。
2007年改名勝木光開始在《週刊少年Magazine》2007年46號連載《Baby Steps ～網球優等生～》，2014年同名作品入圍第38回講談社少年部門漫畫賞。

## 作品
全由講談社發行。

### 連載
- 《Baby Steps ～網球優等生～》，原名（《週刊少年Magazine》2007年46號－2017年48號，全47冊）東立出版社
- 小書痴的下剋上【第四部】(『comicコロナ』2020年12月24日 ‐ 連載中)

### 短篇
- 空中飛翔的鴕鳥，原名（《Magazine FRESH》2002年9月3日增刊號）－出道作。
- 男人的華道，原名（《Magazine SPECIAL》2004年10號）

## 助手
- 村橋涼